# The Ownerz
The Ownerz este al șaselea și ultimul album de studio al trupei hip-hop Gang Starr, înregistrat cu doi ani înainte ca Guru și DJ Premier să înceteze colaborarea și cu șapte ani înainte de moartea primului. Albumul a fost bine primit de către critici iar de pe el s-au extras patru single-uri: "Skills", "Rite Where U Stand", "Nice Girl, Wrong Place" și piesa de titlu, "The Ownerz".

## Tracklist
1. "Intro (HQ, Goo, Panch)" (0:46)
2. "Put Up or Shut Up" (3:15 - cu Krumbsnatcha)
3. "Werdz from the Ghetto Child" (1:09 - cu Smiley)
4. "Sabotage" (2:22)
5. "Rite Where U Stand" (3:37 - cu Jadakiss)
6. "Skills" (3:17)
7. "Deadly Habitz" (4:12)
8. "Nice Girl, Wrong Place" (3:32 - cu Boy Big)
9. "Peace of Mine" (3:01)
10. "Who Got Gunz" (3:36 - cu Fat Joe și M.O.P.)
11. "Capture (Militia Pt. 3)" (3:23 - cu Big Shug și Freddie Foxxx)
12. "PLAYTAWIN" (3:11)
13. "Riot Akt" (4:04)
14. "Hiney" (1:31)
15. "Same Team, No Games" (3:44 - cu NYGz și H. Stax)
16. "In This Life..." (3:03 - cu Snoop Dogg și Uncle Reo)
17. "The Ownerz" (2:57)
18. "Zonin" (2:54)
19. "Eulogy" (2:54)